# John L. Dagg
John Leadley Dagg (Condado de Loudoun, Virginia, Estados Unidos 1794 – Hayneville, Alabama, Estados Unidos, 1884) fue un teólogo, misionero, escritor, erudito bíblico, predicador y pastor bautista reformado estadounidense.

## Biografía
John Leadley Dagg  nació en el Condado de Loudoun, Virginia, Estados Unidos en 1794 era casi ciego y tenía una discapacidad física Recibió una educación formal limitada, asistió a la escuela desde 1803 hasta 1810. En 1817 se casó con Fanny H. Thornton, con quien tuvo cuatro hijos. En 1832 se casó con Mary Young Davis; tuvieron un hijo.
Después de comenzar su carrera como pastor bautista y maestro en el norte de Virginia, Dagg sirvió desde 1825 hasta 1834 como ministro de una iglesia prominente de Filadelfia, a pesar de ser cojo y casi ciego. Después de perder la voz también, renunció a su púlpito y se convirtió en presidente y profesor en el Instituto Literario y Teológico Haddington, cerca de Filadelfia (1834-36), se convirtió en pastor en Filadelfia y en otros lugares y luego en educador en Alabama el Alabama Female Athenaeum, Tuscaloosa, Alabama y como presidente de la Universidad Mercer en Georgia, (1836-44).En 1843, la Universidad de Alabama le otorgó un doctorado honorario en teología.
Dagg pasó la última parte de su carrera en Georgia, incluidos doce años como profesor de teología y luego presidente de la Universidad Mercer en las décadas de 1840 y 1850, como educador y teólogo, Dagg es conocido por su trabajo en Georgia entre 1844 y 1870. De 1844 a 1856 estuvo en la facultad de la Universidad Mercer, entonces ubicada en Penfield, como profesor de teología y más tarde presidente del colegio. Bajo su liderazgo se construyeron cuatro edificios de ladrillo; el alumnado casi se triplicó, hasta un total de 181; y se estableció un programa de tres años que conduce a la licenciatura en teología, con tres profesores de tiempo completo.
Su  mayor contribución a la vida bautista se produjo después de su jubilación en 1856, cuando vivió sucesivamente en Cuthbert, Madison y Forsyth con su hijo clérigo, John Francis Dagg. Él preparó Un Manual de Teología (1857), Un Tratado sobre el Orden de la Iglesia (1858), Los Elementos de la Ciencia Moral (1859) y Las Evidencias del Cristianismo (1869). Su reputación como teólogo y ético se basa en estas cuatro obras. Todos se utilizaron como libros de texto y disfrutaron de una amplia circulación y elogios durante el siglo XX. Los dos primeros todavía están impresos.
Dagg es quizás la figura teológica más representativa entre los bautistasanteriores a la guerra en los Estados Unidos. Para sus contemporáneos era "el venerable Dr. Dagg", un hombre de intelecto y piedad, de honestidad e integridad, de claridad de pensamiento y discurso. Su gentileza y cortesía fueron notadas con frecuencia. Una persona escribió: "Si alguna vez hubo un gran hombre que no lo sabía, o que lo sabía, no le importaba, ese hombre es el Dr. Dagg".

### Muerte
En 1870, Dagg se mudó a Alabama, donde vivió con una hija casada. Murió el 11 de junio de 1884 en Hayneville, Alabama vivió hasta los 90 años. Está enterrado allí en una tumba aproximadamente ubicada y marcada en 1957 por la Convención Bautista de Georgia, es reconocido hasta hoy en día como uno de los hombres más respetados en la vida bautista estadounidense y sigue siendo uno de los pensadores más profundos producidos por su denominación.

### Acerca de su obra
Era un calvinista convencido del ala evangélica que escribía en agradable prosa, su Manual de Teología (1857) fue la primera teología sistemática integral escrita por un bautista en Estados Unidos, y se volvió fundamentalmente influyente para los bautistas del sur.